# 华夫饼屋
华夫饼屋是美国的一家连锁餐厅，主营美式早餐，总部位于佐治亚州诺克罗斯，餐厅主要分布在美國南部。大部分餐厅为全年365天、每周7天、每天24小时全时营业。餐厅招牌为带有纯黑色字母的亮黄色块，已成为美国南部州際公路上常见的路标。

## 历史
1955年，第一家华夫饼屋在佐治亚州阿文代尔庄园开业。
1960年代，华夫饼屋以加盟連鎖的形式在佐治亚州及邻近州开始拓展业务，1960年代末共有49家餐厅，1970年代末扩张到400多家餐厅。
2017年，华夫饼屋的两位创始人Joe Rogers和Tom Forkner相继去世。
截至2018年，华夫饼屋在全美25个州开设了2,100家餐厅。

## 餐厅分布
2022年8月，华夫饼屋在美国25个州开设有餐厅，其中门店数排前10的州为：
- 佐治亚州 - 434
- 北卡罗来纳州 - 183
- 佛罗里达州– 184
- 南卡罗来纳州 - 171

- 阿拉巴马州 - 153
- 田纳西州 - 134
- 得克萨斯州 - 121

- 路易斯安那州——99
- 密西西比州– 88
- 俄亥俄州– 80

## 华夫饼屋指数
华夫饼屋指数（Waffle House Index）是由美国联邦紧急事务管理局局长Craig Fugate个人提出的一项非官方指标，用以确定风暴破坏的严重程度和灾后恢复所需的援助级别。因为华夫饼屋的大部分餐厅位于美国南部，对风暴灾害有应变经验，并可以根据食品或电气的短缺安排应急菜单。

## 外部連結
- 官方网站